# 15858 Davidwoods
15858 Davidwoods eller 1996 EK15 är en asteroid i huvudbältet som upptäcktes den 12 mars 1996 av Spacewatch vid Kitt Peak-observatoriet. Den är uppkallad efter David Woods.
Asteroiden har en diameter på ungefär 2 kilometer.